# Cyrtopodion battalense
Cyrtopodion battalense este o specie de șopârle din genul Cyrtopodion, familia Gekkonidae, descrisă de Khan 1993. Conform Catalogue of Life specia Cyrtopodion battalense nu are subspecii cunoscute.

## Galerie

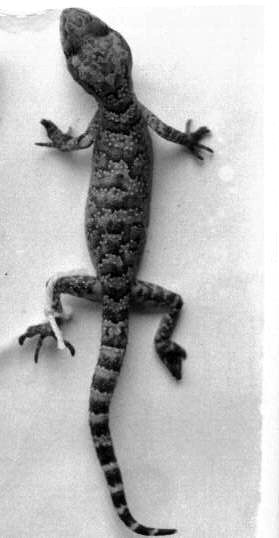
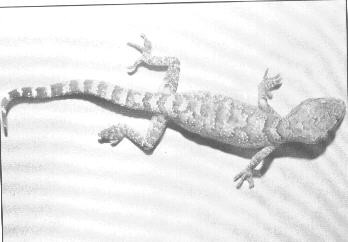
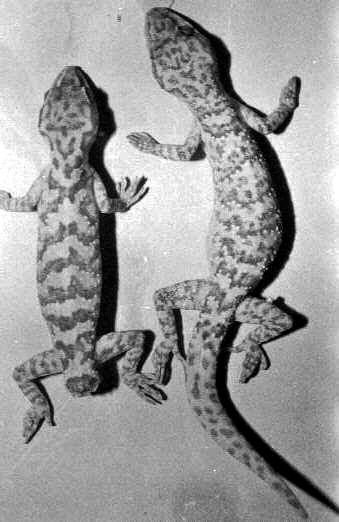